# Claypool Comics
Pour les articles homonymes, voir Claypool.
Claypool Comics est une maison d'édition américaine de comics fondée en 1996 et qui a cessé de publier des séries en 2006. Depuis cette date ils diffusent leurs comics sur leur site internet.

## Historique
Claypool Comics est fondée en 1993. Cet éditeur publie plusieurs séries : Soulsearchers and Company de Peter David, Elvira, Mistress of the Dark et Deadbeats de Richard Howell qui signe aussi avec Steve Englehart), Phantom of Fear City. L'éditeur est Ed Via et rédacteur en chef et  Richard Howell est responsable éditorial.
La société publia 336 numéros de comics, toutes séries confondue. Deadbeats dura 82 numéros (trois compilations des premiers numéros furent publiés par la suite, tout comme Soulsearchers and Company (2 compilations). Elvira dura 166 numéros (deux compilations). Il y eut 12 numéros de Phantom of Fear City.
En juillet 2006, Claypool annonce que l'édition de ces titres au format papier est arrêté car leur distributeur Diamond Comic Distributors, le plus important distributeur du pays, cessait de travaillait avec eux.
En avril 2007 Deadbeats commence à être publié sur Internet.